# Andrzej Ostoja-Owsiany
Andrzej Antoni Ostoja-Owsiany (ur. 16 czerwca 1931 w Warszawie, zm. 9 kwietnia 2008 w Łodzi) – polski polityk i pisarz, działacz opozycji demokratycznej w okresie PRL, przewodniczący Rady Miejskiej w Łodzi I kadencji (1990–1994), poseł na Sejm II kadencji, senator IV kadencji.

## Życiorys
Syn Adama i Lucyny. W latach 1943–1945 był łącznikiem Armii Krajowej o pseudonimie „Jędruś”. Od 1945 do 1947 walczył jako żołnierz Konspiracyjnego Wojska Polskiego w oddziale Stanisława Sojczyńskiego (ps. „Warszyc”).
Członek Związku Młodzieży Polskiej w latach 1948–1957. W 1950 zdał maturę w I Państwowym Liceum i Gimnazjum im. Mikołaja Kopernika w Łodzi. W 1957 ukończył studia na Wydziale Prawa Uniwersytetu Łódzkiego. W latach 1956–1957 był współorganizatorem i jednym z przywódców Związku Młodych Demokratów. Działał w Ruchu Obrony Praw Człowieka i Obywatela, wchodził w skład rady ZINO. Na początku lat 80. członkiem Konfederacji Polski Niepodległej (należał do rady politycznej tej partii). W latach 1980–1981 był doradcą NSZZ „Solidarność” w Łodzi. W latach 1979–1981 współredagował niezależny kwartalnik społeczno-polityczny „Aspekt”. Pod pseudonimem publikował w piśmie KPN „Droga” oraz w piśmie związkowym „Przedświt”. W 1981 został współzałożycielem Społecznego Komitetu Pamięci Marszałka Józefa Piłsudskiego w Łodzi. Wielokrotnie szykanowany przez funkcjonariuszy Służby Bezpieczeństwa.
Od 1950 pisywał opowiadania dotyczące okresu okupacji i walk partyzanckich. Jest też autorem powieści science-fiction Aspazja (1958) i Zielona planeta (1973). Należał do Stowarzyszenia Pisarzy Polskich oraz do Związku Literatów Polskich.
W 1989 kandydował (bez powodzenia) z ramienia KPN w wyborach do Senatu. W latach 1990–1994 był pierwszym niekomunistycznym powojennym przewodniczącym Rady Miejskiej w Łodzi.
Po udzieleniu przez Sejm wotum nieufności rządowi Hanny Suchockiej 28 maja 1993 został zgłoszony został przez KPN jako kandydat na premiera, która to kandydatura została w dniu następnym uznana przez Prezydium Sejmu za niezgodną z regulaminem i niekonstytucyjną. Od 1993 do 1997 sprawował mandat posła na Sejm z listy KPN, wybranego liczbą 14 557 głosów w okręgu łódzkim. Był przewodniczącym Klubu Parlamentarnego tej partii. Następnie do 2001 zasiadał w Senacie, będąc wybranym w województwie łódzkim z ramienia Akcji Wyborczej Solidarność. W 2001 bezskutecznie ubiegał się o reelekcję z ramienia Forum Obywatelskiego Chrześcijańska Demokracja. W latach 2002–2006 był radnym Łodzi z komitetu Jerzego Kropiwnickiego, w 2006 bez powodzenia ubiegał się o reelekcję.
Zmarł 9 kwietnia 2008. Został pochowany na Starym Cmentarzu w Łodzi.

## Odznaczenia
W 2007, za wybitne zasługi w działalności na rzecz przemian demokratycznych w Polsce, został odznaczony przez prezydenta Lecha Kaczyńskiego Krzyżem Komandorskim Orderu Odrodzenia Polski.